# Palazzo Gussoni Grimani Della Vida
Palazzo Gussoni Grimani Della Vida è un palazzo di Venezia, ubicato nel sestiere di Cannaregio ed affacciato sul lato sinistro del Canal Grande, di fronte a Ca' Pesaro, tra Casa Velluti e Palazzetto Da Lezze.

## Storia
L'attuale dimora fu edificata tra il 1548 e il 1556 per i Gussoni, membri di una famiglia presente a Venezia fino dall'XI secolo. L'architetto incaricato della ristrutturazione della precedente dimora gotica fu molto probabilmente Michele Sanmicheli, come attestato pure da Francesco Sansovino, ma non tutti gli studiosi concordano. Sede tra il 1614 e il 1618 dell'ambasciata inglese, tra il 1647 e il 1690 fu sede dell'Accademia Delfica, detta anche Gussoniana, che si distinse per lo studio dell'eloquenza.
La famiglia proprietaria si estinse nel 1735 con la morte del senatore Giulio Gussoni, che lasciò la proprietà alla moglie Faustina Lazzari e alla figlia Giustiniana, divenuta poi nota per la sua fuga d'amore col conte bergamasco Francesco Tassis. I successivi proprietari furono i Grimani, che acquistarono il palazzo durante il XVIII secolo, e Cesare Della Vida, ricco affarista di origine ebraica. Passato al demanio, oggi è sede del Tribunale Amministrativo Regionale del Veneto.

## Architettura
Il prospetto principale, rivolto verso il Canal Grande e particolarmente elegante, è caratterizzato come per tradizione dalla tripartizione orizzontale e verticale. Al centro della composizione spiccano due quadrifore con balcone, l'una sovrapposta all'altra. Il primo piano nobile è però di maggior intensità espressiva grazie alla presenza del poggiolo aggettante e della cornice superiore. La facciata è suddivisa in settori dalla presenza di numerose cornici, una delle quali funge contemporaneamente da collegamento alla polifora delle finestre e da base per i timpani curvilinei che sovrastano le aperture secondarie.
Nonostante tutto ciò, il fronte, segnato dai chiaroscuri creati dalla presenza di due stemmi, appare alquanto lineare: tale piattezza formale consentì però a Jacopo Tintoretto di provvedere alla sua decorazione. È possibile che la semplicità stilistica e la subordinazione dell'architettura alla pittura fossero state volutamente ricercate dal progettista. Tale decoro è oggi andato totalmente disperso: unica testimonianza di tale apparato sono le incisioni realizzate da Antonio Maria Zanetti, che pubblicò nel 1760 un libro raffigurante le decorazioni ad affresco presenti sulle facciate dei palazzi appartenenti ai patrizi veneziani. Tra gli altri, si ricordano soggetti quali Adamo ed Eva, Caino e Abele e Il crepuscolo e l'aurora. In particolare, questi ultimi soggetti erano ispirati alle sculture di Michelangelo Buonarroti, site nella cappelle medicee di Firenze.
Il palazzo presenta una pianta interna particolarmente movimentata, caratterizzata dalla presenza di un atrio colonnato e di un cortile affrescato con figure di Ettore in varie pose: si ipotizza si tratti di un intervento di Giambattista Zelotti. È stata anche ipotizzata la teoria secondo la quale l'intero ciclo pittorico sarebbe stato progettato dall'architetto responsabile del cantiere, ossia Michele Sanmicheli. È comunque chiaro che l'intento dei proprietari fosse quello di proporre agli ospiti numerose allusioni al modello della domus romana.